# Galvanomètre à cordes

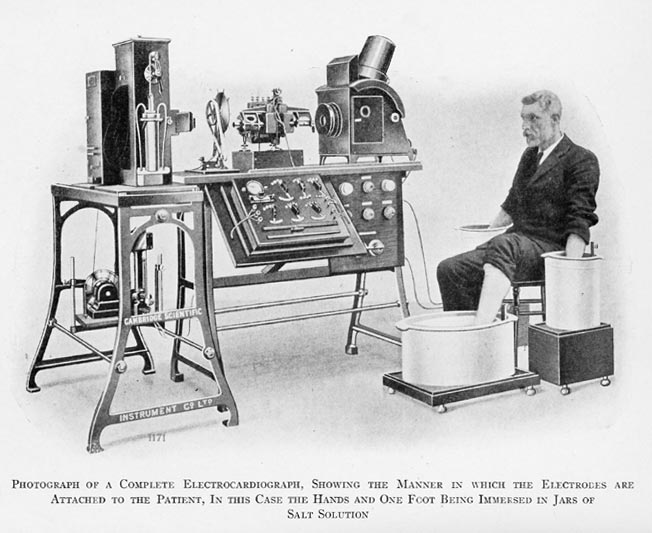

Le galvanomètre à cordes est l'un des premiers instruments à avoir été capable de détecter et d'enregistrer les faibles courants électriques produits par le cœur humain. C'est l'équivalent du premier électrocardiographe.
Willem Einthoven inventa le galvanomètre à cordes au début du XXe siècle. Le premier électrocardiogramme humain fut réalisé en 1887, mais ce n'est pas avant 1901 qu'on put obtenir des résultats avec un galvanomètre à cordes. Einthoven reçut le Prix Nobel de physiologie ou médecine en 1924 pour l'ensemble de son travail.